# Desolforazione

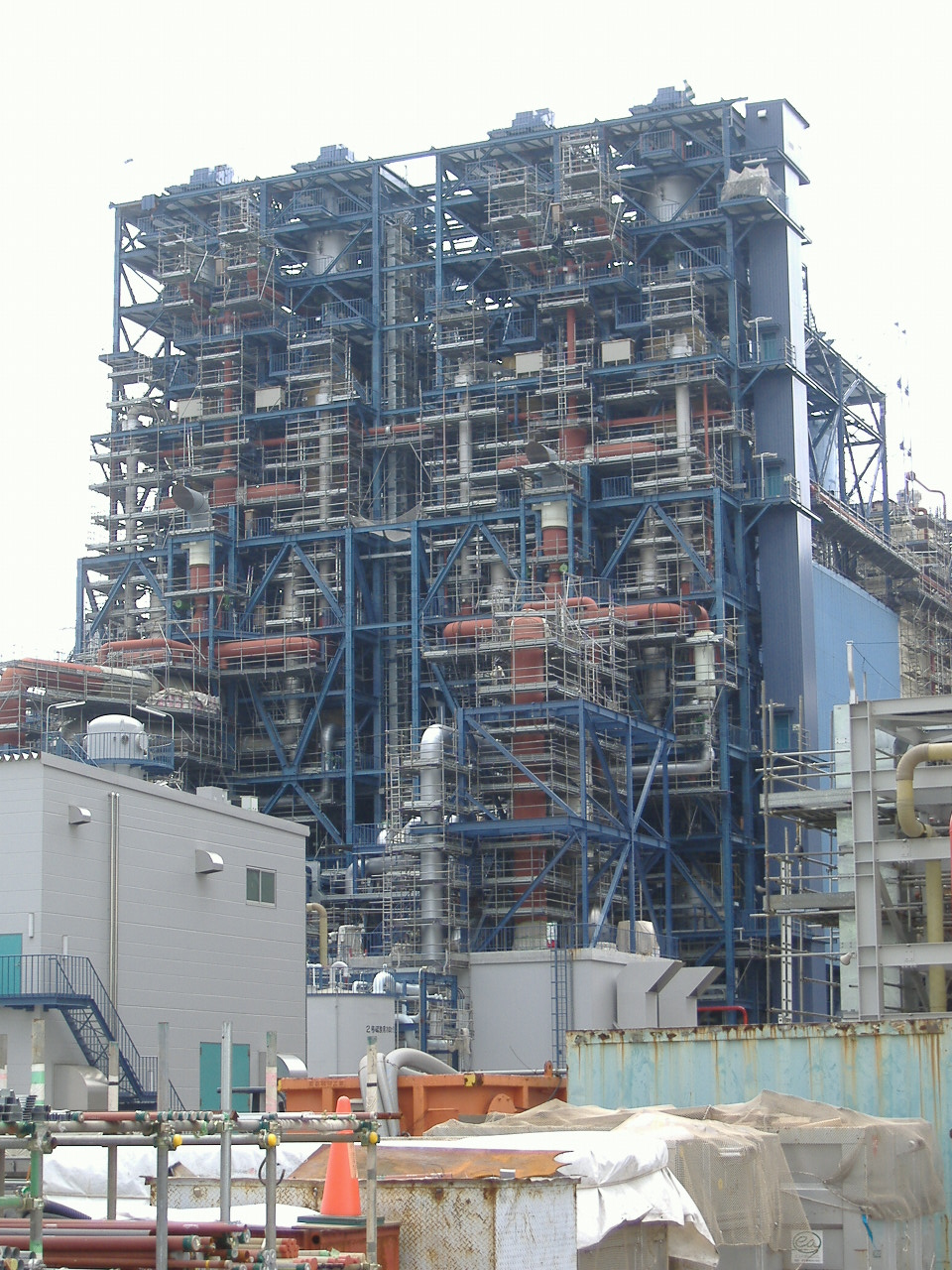
Un impianto di desolforazione

La desolforazione è il processo con il quale vengono eliminati lo zolfo e i suoi composti in processi inerenti alla lavorazione di sostanze prevalentemente organiche.

## Applicazioni
I motivi per cui viene attuato questo processo sono molteplici; uno tra i più importanti è la salvaguardia del catalizzatore utilizzato, in quanto i composti solforati (come ad esempio H2S) avvelenano il catalizzatore rendendolo inutilizzabile o modificandone notevolmente la sua attività.
Nel processo di produzione dell'ammoniaca, ad esempio, si opera distinguendo innanzitutto i composti solfonati in acidi (acido solfidrico e tioli) e neutri (tiofeni, disolfuri). Successivamente i composti solforati neutri vengono convertiti in acidi ed eliminati per assorbimento in soluzione basiche composte da monoetanolammina (MEA) e dietanolammina (DEA), mediante la reazione:
2 {\displaystyle {\ce {NH2CH2CH2OH + H2S -> S(NH3CH2CH2OH)2}}}
Nello stesso processo, se le percentuali di composti solfonati sono basse, si ricorre ad assorbimento in carboni attivi o in ossido di zinco, tramite reazione irreversibile e smaltimento del prodotto finale (ZnS).
Nel processo di deacidificazione dei gas naturali, la desolfonazione viene eseguita in colonna di assorbimento, operante in controcorrente, utilizzando etanolammina.

### Desolforazione delle frazioni petrolifere

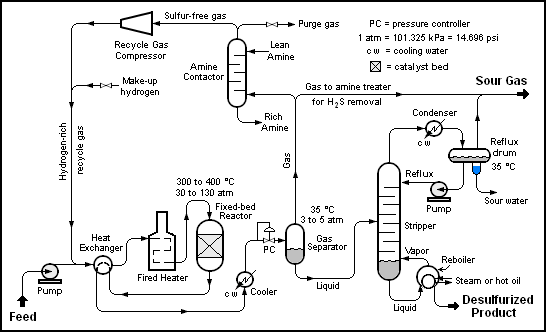
Impianto di idrodesolforazione catalitica.

Per quanto riguarda la desolforazione delle frazioni petrolifere si parla più comunemente di idrodesolforazione catalitica, così chiamata perché utilizza come agente desolforante l'idrogeno e poiché, per avvenire alle velocità richieste, deve essere opportunamente catalizzata.
I catalizzatori utilizzati in questo processo sono prevalentemente ossidi di cobalto e molibdeno, posti su un substrato di allumina.
L'idrodesolforazione catalitica consiste nel miscelare la frazione petrolifera da desolforare (tipicamente gasolio, kerosene e olio combustibile, talvolta anche le benzine) con idrogeno puro. Questo reagente inizialmente si ricavava principalmente come sottoprodotto dei processi di reforming catalitico delle benzine, mentre ultimamente, con la sempre maggiore necessità di applicazione dei processi di desolforazione, è divenuto necessario ottenerlo tramite il reforming catalitico del metano o (più raramente) delle nafte.
La corrente di idrogeno e della frazione petrolifera da desolforare viene poi scaldata a fiamma diretta alla temperatura di 300-400 °C e mandata al catalizzatore. Lo stato fisico della corrente dipenderà fortemente dalla frazione petrolifera utilizzata: a quelle temperature infatti, mentre generalmente le frazioni più leggere saranno in fase gassosa, quelle più pesanti come gli oli combustibili saranno generalmente presenti in uno stato trifasico solido-liquido-vapore.
Sul catalizzatore avviene quindi la reazione di desolforazione, in cui vengono rotti i legami tra gli atomi di zolfo presenti negli idrocarburi e questo reagisce con l'idrogeno dando acido solfidrico. L'acido solfidrico viene poi separato dalla frazione petrolifera desolforata, sfruttando il fatto che esso rimane gassoso anche a temperatura ambiente. La corrente di acido solfidrico così ottenuta viene poi mandata in ulteriori reattori chimici dove hanno luogo le reazioni tipiche del processo Claus, che portano ad ottenere zolfo solido, molto meno pericoloso e più facile da stoccare.

### Desolforazione del gas naturale
La desolforazione del gas naturale è tecnicamente il più semplice ed efficace tra i trattamenti di desolforazione che si applicano ai combustibili.
Nel gas naturale infatti, differentemente di quanto accade per il petrolio o il carbone, lo zolfo è contenuto interamente sotto forma di acido solfidrico, e quindi non è legato chimicamente al resto del combustibile.
Questo procedimento è generalmente reso necessario dal fatto che l'acido solfidrico, essendo un gas condensabile, tenderebbe a formare delle goccioline di liquido una volta portato ad alta pressione nel gasdotto, il che tenderebbe a rovinare i compressori e il gasdotto stesso. La desolforazione del gas naturale è quindi un processo che viene generalmente effettuato subito dopo la sua estrazione.
Il processo di desolforazione del gas naturale è abbastanza semplice. La corrente di gas naturale da desolforare è inviata in un reattore a gocciolamento, riempito di elementi ceramici, insieme a dell'acqua. Acqua e gas naturale sono inviati in controcorrente (rispettivamente dall'alto e dal basso). Quando le due correnti entrano a contatto l'acido solfidrico, essendo (a differenza del metano) una molecola polare, tende a sciogliersi in acqua. Gli elementi ceramici presenti nel reattore servono ad aumentare la superficie di contatto tra le due correnti. In acqua sono poi disciolti dei composti a carattere basico, tipicamente MEA (monoetanolammina) e DEA (dietanolammina), che reagiscono con l'acido solfidrico molto velocemente una volta che questo si scioglie in acqua, formando dei composti salini e mantenendo di fatto praticamente nulla la concentrazione di acido solfidrico in acqua.
La corrente di acqua e prodotti di reazione così ottenuta viene poi mandata in un secondo reattore, dove a differenti condizioni di pressione e temperatura la reazione tra MEA (o DEA) e acido solfidrico diventa reversibile. Da questo reattore riesco dunque a rigenerare i reagenti necessari per la desolforazione, e ottengo in uscita una corrente di acido solfidrico ed acqua, che vengono separati sfruttando il fatto che a temperatura e pressione ambiente l'acqua è liquida mentre l'acido solfidrico è gassoso. La corrente di acido solfidrico puro così ottenuta viene poi o reimmessa in pozzi esauriti, o inviata a trattamenti chimici come il processo Claus.